# 11-я воздушная армия (1946)
11-я воздушная армия (11-я ВА) — оперативное объединение авиации Военно-Воздушных сил СССР, предназначенное для совместных действий с другими видами вооружённых сил и родами войск (сил) вооружённых сил СССР Закавказского военного округа.

## История создания
- Сформирована в феврале 1946 года как 11-я воздушная армия на базе входивших в ВВС Закавказского военного округа авиационных частей и соединений, выводимых их групп войск в Европе после Великой Отечественной войны;
- 10 января 1949 года переименована в 34-ю воздушную армию;
- в июне 1980 года переименована в ВВС Закавказского военного округа;
- в апреле 1988 года переименована обратно в 34-ю воздушную армию;
- в ноябре 1992 года расформирована, авиационные части и соединения переданы в другие воздушные армии.

## История наименований
- ВВС Отдельной Кавказской армии (29.05.1921 г.);
- ВВС Кавказской Краснознамённой армии (17.08.1923 г.)
- ВВС Закавказского военного округа (17.05.1935 г.);
- ВВС Закавказского фронта (23.08.1941 г.);
- ВВС Кавказского фронта (30.12.1941 г.);
- ВВС Закавказского военного округа (28.01.1942 г.);
- ВВС Крымского фронта (28.01.1942 г.);
- ВВС Закавказского фронта (28.04.1942 г.);
- ВВС Тбилисского военного округа (09.07.1945 г.);
- 11-я воздушная армия (02.1946 г.);
- 34-я воздушная армия (20.02.1949 г.)
- ВВС Закавказского Краснознамённого военного округа (06.1980 г.);
- 34-я воздушная армия (04.1988 г.)
- Войсковая часть (полевая почта) 21052.

## Расформирование
Переформирована в январе 1949 года в 34-ю воздушную армию

## Состав
- 10-я гвардейская штурмовая авиационная Воронежско-Киевская Краснознамённая орденов Суворова и Кутузова дивизия:
  - 165-й гвардейский штурмовой авиационный Станиславский Краснознамённый полк
  - 166-й гвардейский штурмовой авиационный Краснознамённый полк
  - 166-й гвардейский штурмовой авиационный Староконстантиновский Краснознамённый полк
- 283-я истребительная авиационная дивизия
  - 56-й гвардейский истребительный авиационный полк[1]
  - 116-й гвардейский истребительный авиационный полк[1]
  - 176-й истребительный авиационный полк[1]
  - 519-й истребительный авиационный полк[1] (с 10.01.1946 г. по 01.03.1947 г., расформирован)
  - 982-й истребительный авиационный полк[1] (с 31.10.1951 г. по 01.12.1992 г., выведен в Тамбов, расформирован)
- 197-я штурмовая Демблинская Краснознамённая авиационная дивизия
  - 567-й штурмовой авиационный Берлинский полк
  - 618-й штурмовой Берлинский ордена Суворова авиационный полк
  - 765-й штурмовой Варшавский ордена Суворова авиационный полк
  - 805-й штурмовой Берлинский ордена Суворова авиационный полк
- 300-я штурмовая авиационная Томашувская ордена Суворова дивизия (с 01.04.1945 года — по 01.04.1948 г. (расформирована)).
  - 70-й гвардейский штурмовой авиационный полк
  - 71-й гвардейский штурмовой авиационный полк
- 188-я бомбардировочная авиационная дивизия:
  - 4-й гвардейский бомбардировочный авиационный Новгородский полк.
  - 367-й бомбардировочный авиационный Краснознаменный полк.
  - 373-й ночной бомбардировочный авиационный полк.
  - 650-й бомбардировочный авиационный Краснознаменный полк.
- 90-й отдельный Тильзитский разведывательный авиационный полк
- 93-й отдельный разведывательный авиационный полк.

Из состава 7-й воздушной армии переданы:
- 309-я истребительная авиационная дивизия
  - 49-й истребительный авиационный полк
  - 162-й истребительный авиационный полк
  - 172-й истребительный авиационный полк

## Дислокация
С февраля 1946 года по февраль 1949 года штаб 11-й воздушной армии дислоцировался в городе Тбилиси.

## Подчинение
| Объединение                | Период                            |
| -------------------------- | --------------------------------- |
| Тбилисский военный округ   | февраль 1946 года — май 1946 года |
| Закавказский военный округ | май 1946 года — февраль 1949 года |

## Командующие армией
| Звание                    | Командующий                   | Период нахождения в должности        |
| ------------------------- | ----------------------------- | ------------------------------------ |
| Генерал-лейтенант авиации | Николаенко Евгений Макарович  | февраль 1946 года — апрель 1946 года |
| Генерал-лейтенант авиации | Осипенко Александр Степанович | август 1946 года — март 1947 года    |
| Генерал-лейтенант авиации | Утин Александр Васильевич     | апрель 1947 года — февраль 1949 года |

## Боевые действия
- армия участия в боевых действиях не принимала